# New Zealand Cricket
Il New Zealand Cricket (precedentemente noto come New Zealand Cricket Council) è la federazione nazionale del gioco del cricket della Nuova Zelanda.

## Attività
New Zealand Cricket gestisce il calendario della nazionale di cricket della Nuova Zelanda, organizza inoltre le seguenti competizioni nazionali:
- Plunket Shield
- Ford Trophy
- HRV Cup